# Бестужев, Пётр Александрович
Пётр Алекса́ндрович Бесту́жев (8 апреля 1803 — 22 августа 1840) — декабрист, брат декабристов Александра Александровича, Николая Александровича и Михаила Александровича Бестужевых.
Участник восстания 14 декабря 1825 года на Сенатской площади. Попал в список 121 осуждённых активных деятелей декабристского движения. После разжалования в рядовые участвовал в войнах на Кавказе. Был ранен в бою. Мемуарист.

## До декабря 1825 года
В 1812 году поступил в Морской кадетский корпус.
С 1817 года гардемарином совершал плавания по Балтийскому морю.
23 февраля 1820 года выпущен во флот мичманом. В 1824 году на фрегате «Лёгкий» плавал к Исландии и Англии. Был близок к соученикам по Морскому корпусу братьям (будущим декабристам) Михаилу и Борису Бодиско. Наблюдательный П. Бестужев в своих мемуарах дал характеристику своему ровеснику, младшему из братьев — Михаилу:

Молодой человек с умом, с хорошими познаниями, доброй души, правил строгих до педантизма. Никогда не даёт он полную волю сердцу. Характер твёрдый, но мрачноватый и угрюмый… Хорошую книгу, учёный разговор предпочитает простодушной беседе. Всё рассчитано, на всё система. Прочна приязнь его, но трудно её выиграть.

В 1825 году — мичман 27 флотского экипажа, адъютант командира Кронштадтского порта и военного губернатора Кронштадта вице-адмирала Ф. В. Моллера.
П. Бестужев увлекался чтением, хорошо знал и любил творчество Пушкина и своего кумира Грибоедова. Позднее, отвечая на вопросы следствия о стихах Пушкина, ставил на первое место «Вольность», на второе — «Деревню». Свободомыслие зародилось в нём в результате чтения разных рукописей, среди которых были «Путешествие из Петербурга в Москву» Радищева и «Рассуждение о непременных государственных законах» Фонвизина.
Отец Бестужевых — Александр Федосеевич издавал «Санкт-Петербургский журнал», основанный на волне либеральных проектов Александра I, но оказавшийся значительно радикальнее и пропагандироваший передовые материалистические и экономические идеи, свободу печати. Общение отца с выдающимися людьми времени протекало на глазах семьи и не прошло бесследно для сыновей.
Братом Александром в 1825 году был принят в члены Северного общества и вскоре сам принял в тайное общество лейтенанта 2-го флотского экипажа Н. А. Чижова.

## Сенатская площадь
За 5 дней до 14 декабря П. Бестужев приехал в Петербург и по настоянию братьев, за день до рокового дня должен был вернуться в Кронштадт. Но уже 13-го М. Бестужев неожиданно увидел его у Сомова, который жил в одном доме с Рылеевым. Он не хотел, чтобы об этом узнали старшие братья — Александр и Николай:

Они меня заставят снова уехать, и я буду лишен завидной участи разделять опасность вашего славного предприятия.

В решительный момент, утром 14 декабря, когда Якубович отказался исполнить поручение общества и вывести к Зимнему дворцу гвардейцев Морского экипажа, П. Бестужев поехал туда с инструкциями Рылеева и брата Александра, чтобы призвать матросов к отказу от присяги и выходу на Сенатскую площадь. Из показаний декабриста Дивова:

14 декабря 1825 года, когда экипаж отказался от присяги и стоял на дворе казарм в ожидании ротных командиров, позванных к бригадному генералу, то явился мичман Бестужев и, побежав к 3-й роте, закричал: «Ребята, что вы стоите? Слышите стрельбу? Это ваших бьют».

В дальнейшем П. Бестужев поддерживал связь между гвардейским экипажем и восставшим Московским полком.
На площади он постоянно находился в роте гвардейцев. Когда великий князь Михаил Павлович подъехал к каре и уговаривал солдат:

… стоял я за вторым взводом Гвардейского экипажа и внимательно слушал его. В сию самую минуту, чрез правое плечо моё, сзади выставился пистолет, направленный прямо в великого князя; я оглянулся, это был Вильгельм Кюхельбекер. Первое мое движение было отвести его руку, сказав: «Кюхельбекер! Подумайте, что вы делаете». Он посмотрел на меня, не отвечал ничего, спустил курок, но пистолет осёкся… искренне жалею о нём! Он был добродетельный, чувствительный безумец".

## После восстания
Арестован и привезен в Морскую коллегию утром 15 декабря и заключён в Алексеевском равелине Петропавловской крепости.
10 июля 1826 года осуждён по XI разряду к разжалованию в солдаты в дальний гарнизон с выслугой.
22 июля 1826 года отправлен в Кизильский гарнизонный батальон. 1 февраля 1827 переведён в Ширванский пехотный полк. В 1826—1828 годах — участник русско-персидской войны. 21 мая 1828 года произведён в унтер-офицеры.
В 1828—1829 годах — участник русско-турецкой войны. Был ранен при штурме крепости Ахалцих.
В мае 1832 года уволен «за ранами» от службы (в действительности заболел тяжелой психической болезнью) и отдан под опеку матери, П. М. Бестужевой, с воспрещением въезда в столицы:

Государь император… всемилостивейше соизволил… разжалованного из мичманов за принадлежность к злоумышленному обществу и участие в происшествии 14 декабря 1825 года, унтер-офицера Куринского пехотного полка Петра Бестужева, во уважение полученной им раны в Персидскую войну, расстроенного здоровья и в надежде, что он восчувствует таковое к нему снисхождение и оправдает оное безукоризненным поведением… отдать матери его на попечение и ручательство её, воспретить ему въезд в столицы и учредить за ним присмотр.

Жил под надзором в родовом имении в Новгородской губернии на левом берегу реки Волхов в селе Сольцы. Психическое состояние его ухудшалось, его преследовали опасения быть отравленным родственниками, подозрения на якобы отправленные доносы на него.
13 июля 1840 года по ходатайству матери, опасавшейся за жизнь сына, врачебная комиссия освидетельствовала «в умственных способностях отставного из дворян унтер-офицер Бестужева» и признала необходимым поместить его в лечебницу. 23 июля 1840 года по указу императора петербургское губернское правление рассмотрело результаты освидетельствования и обратилось к петербургскому военному генерал-губернатору графу П. К. Эссену за дальнейшими указаниями. По предписанию Эссена 3 августа П. А. Бестужев был помещён в больницу «Всех скорбящих» на Петергофской дороге, где и умер 22 августа. Погребён на Тентелевском кладбище при церкви Святого Митрофания.

## Литературное наследие
Участие в движении декабристов коренным образом изменило судьбу П. Бестужева, про которого брат Михаил писал:

… Пётр был нрава кроткого, флегматичного и любивший до страсти чтение сурьезных сочинений; постоянно молчаливый, был красноречив, когда удавалось его расшевелить, и тогда он говорил сжато, красно и логично.

Тяжелая солдатская служба, незаслуженные унижения и оскорбления со стороны низшего начальства; отсутствие людей, с кем можно было бы перекинуться словом; отсутствие книг, без которых ему трудно было существовать, о чем П. Бестужев, приведенный в отчаяние, писал в Петербург:

…рассудок жаждет и грустит без пищи умственной.

Члены семьи Бестужевых старались поддерживать друг друга письмами. Сохранились и письма П. Бестужева (1824—1830).
Во время службы в Ширханском полку П. Бестужев участвовал в издании рукописной гарнизонной газеты «Ахалцихский Меркурий» с описаниями событий и подвигов военных походов, картин военного быта и местными очерками.
Опубликованы его «Памятные записки. 1828—1829 годы», являющиеся прямым откликом  на «Путешествие» Радищева. Как говорит их автор, это заметки «чувствительного путешественника», и добавляет, что это впечатления «из-под тяжести солдатского ружья». Включены в них и мнения о знакомых ему декабристах и военных.
Автор записок оставил характеристику драмы, переживаемой Грибоедовым, который сочувствовал декабристам и не мог облегчить их участь:

…До рокового происшествия я знал в нем только творца чудной картины современных нравов, уважал чувство патриотизма и талант поэтический. Узнавши, что я приехал в Тифлис, он с видом братского участия старался сблизиться со мною. Слёзы негодования и сожаления дрожали в глазах благородного; сердце его обливалось кровию при воспоминании о поражении и муках близких ему по душе, и, как патриот и отец, сострадал о положении нашем. Невзирая на опасность знакомства с гонимыми, он явно и тайно старался быть полезным. Благородство и возвышенность характера обнаружились вполне, когда он дерзнул говорить государю в пользу людей, при одном имени которых бледнел оскорблённый властелин!